# Veerabhadran Ramanathan
Veerabhadran Ramanathan (Tamil: வீரபத்ரன் இராமநாதன்) là giáo sư khoa học ứng dụng hải dương và giám đốc Trung tâm khoa học khí quyển tại Viện Hải dương học Scripps, Đại học California, San Diego. Ông đã đóng góp cho nhiều lĩnh vực của khoa học khí quyển bao gồm cả sự phát triển cho mô hình khí hậu như mô hình lưu thông tổng quát, hóa học khí quyển, và sự truyền xạ. Ông đã từng tham dự những dự án lớn như thí nghiệm tại Ấn Độ Dương (INDOEX) và thí nghiệm ngân sách bức xạ Trái đất (ERBE), và được biết đến với những đóng góp của ông cho lĩnh vực nghiên cứu aerosol khí quyển. Ông đã nhận được nhiều giải thưởng, và là một thành viên của Viện Hàn lâm Khoa học Quốc gia Hoa Kỳ. Ông đã từng thuyết trình về chủ đề của sự hâm nóng toàn cầu, và đã viết rằng "ảnh hưởng của khí nhà kính lên việc nóng lên toàn cầu, theo ý kiến của tôi, là vấn đề môi trường quan trọng nhất đối với thế giới ngày nay." 

## Bối cảnh và giáo dục
Ramanathan sinh ra ở Madurai, Ấn Độ. Lúc tuổi 11, ông cùng gia đình chuyển đến Bangalore. Ở trường ông được giảng dạy bằng tiếng Anh, chứ không được dạy bằng tiếng mẹ đẻ của ông, Tamil. Ông thừa nhận rằng ông "mất thói quen lắng nghe thầy giáo và đã phải tự mình tìm hiểu ra mọi thứ". Ở Ấn Độ, ông lấy bằng cử nhân kỹ thuật từ Đại học Annamalai, và bằng thạc sĩ từ Viện Khoa học Ấn Độ. Năm 1970, ông đến Hoa Kỳ để nghiên cứu phương pháp đo lường trong vật lý bằng làn sóng tại Đại học bang New York ở Stony Brook dưới sự chỉ đạo của Robert Cess. Trước khi Ramanathan có thể bắt đầu làm việc nghiên cứu tiến sĩ, Cess quyết định thay đổi nghiên cứu của mình và tập trung vào bầu khí quyển của hành tinh.

## Nghiên cứu và các ấn phẩm
Ramanathan đã góp phần vào nhiều lĩnh vực của khoa học khí quyển. Những phát hiện lớn đầu tiên của ông là vào giữa những năm 1970 và liên quan đến hiệu ứng nhà kính của khí CFC và các khí vi lượng khác trong không khí. Cho đến thời điểm đó, carbon dioxide được cho là khí nhà kính duy nhất chịu trách nhiệm về sự nóng lên toàn cầu. Ông cũng đóng góp vào sự phát triển ban đầu của các mô hình khí hậu như các mô hình lưu thông toàn cầu  và các phát hiện về biến đổi khí hậu.
Sau đó ông chuyển sang tập trung vào ảnh hưởng bức xạ của những đám mây đối với khí hậu. Điều này đã được thực hiện bằng cách sử dụng thí nghiệm Ngân sách bức xạ Trái Đất (ERBE), trong đó cho thấy những đám mây có tác dụng làm mát lớn lên hành tinh. ERBE cũng có thể đo lường hiệu ứng nhà kính mà không cần phải sử dụng các mô hình khí hậu.